# Заврше при Гробелнем
Заврше при Гробелнем (словен. Završe pri Grobelnem) је насељено место у општини Шмарје при Јелшах, Савињска регија, Словенија.

## Историја
До територијалне реорганизације у Словенији било је у саставу старе општине Шмарје при Јелшах.

## Становништво
У попису становништва из 2011. године, Заврше при Гробелнем је имало 140 становника.
| Број становника према пописима | Број становника према пописима | Број становника према пописима |
| ------------------------------ | ------------------------------ | ------------------------------ |
| 1991                           | 2002                           | 2011                           |
| 130                            | 132                            | 140                            |

Напомена: До 1953. исказивано под именом Заврше.